# Ture
Ture is een bestuurslaag in het regentschap Batang Hari van de provincie Jambi, Indonesië. Ture telt 2070 inwoners (volkstelling 2010).